# Derek Cianfrance
Derek M. Cianfrance (23 de enero de 1974) es un director de cine, de fotografía, guionista y editor estadounidense.

## Biografía
Cianfrance estudió producción cinematográfica en la Universidad de Colorado en Boulder con profesxores tan insignes como Stan Brakhage y Phil Solomon. A los 23 años, escribió, dirigió y editó su primer trabajo, Brother Tied, que fue premiada en el Festival Internacional de Mannheim-Heidelberg y bien recibida en todos festivales como el de Sundance.
Su segundo trabajo fue Blue Valentine, protagonizada por Ryan Gosling y Michelle Williams. Estos dos actores se convirtieron en habituales y se familiarizaron con sus roles varios años antes de la filmación, pero nunca se conocieron en persona. El proyecto fue originalmente planeado y rodado en California, pero Cianfrance trasladó el set a Brooklyn para que Williams pudiera estar con su hija. No hubo ensayos y Cianfrance rara vez rodó más de una toma por escena. La película recibió originalmente una calificación NC-17, a pesar de tener pocas escenas de desnudo y ninguna toma violenta. Gosling trabajó con Cianfrance nuevamente en El lugar más allá de los pinos (2013), que interpreta el papel de un motociclista que se convierte en un ladrón de bancos para mantener a su hijo recién nacido. Bradley Cooper también aparece en este film.
Cianfrance estuvo trabajando en Metalhead, que se centra en un baterista de un grupo de metal, que se vuelve sordo. La película estaba interpretada por los miembros de la banda Jucifer. De todas maneras, el proyecto fue abandonado y, retomado en el año 2019, con el nombre de The Sound Of Metal, película lanzada el 4 de diciembre de 2020 en Estados Unidos.
Cianfrance escribió y dirigió la miniserie de HBO La innegable verdad, una adaptación de la novela homónima Wally Lamb. La serie fue presentada en la primavera de 2020.

## Filmografía
- Brother Tied (1998)
- Blue Valentine (2010)
- Cagefighter (2012, documental)
- El lugar más allá de los pinos (The Place Beyond the Pines) (2012)
- La luz entre los océanos (The Light Between Oceans) (2016)[9]
- La innegable verdad (I Know This Much Is True) (2020, miniserie)

### Actor
- Towheads (2013)